# Сихов
Сихов (иногда также — Сыхов, укр. Сихів, пол. Sichów) — крупнейший жилой массив Львова, расположенный в юго-восточной части города, в пределах ландшафтной формации Львовское плато (Ополье). В административном плане входит в состав Сиховского района (который включает также район Новый Львов, застройка которого началась значительно раньше, на рубеже XIX—XX веков), общее население Сиховского района около 146 тысяч человек), из них около 120 тысяч человек живут в Сиховском жилмассиве.

## Развитие района
Сиховский жилой массив возник на месте деревни Сихов (первые исторические известия о которой относятся к 1409 году) и прилегающих территорий. В 1507 и 1509 годах Львов выкупил по частям село Сихов у частных владельцев. В 1865 году в Сихове была открыта станция на железной дороге Львов-Черновцы.
В 1925 году в селе проживало около 1000 человек, из которых 72 % составляли поляки; в селе работала женская школа домашнего хозяйства. Остатки сельского поселения под названием Старый Сихов существуют до сих пор.
| |  |                                                                                              |  |                                      |
| Деревянная церковь Пресвятой Троицы, построенная в 1600 году и отстроенная после пожара 1676 года (ныне — УГКЦ) |  | Костёл Пресвятой Девы Королевы Польши (1912, ныне — храм святого Архистратига Михаила, УГКЦ) |  | Здание железнодорожной станции Сихов |

Как указывает Олена Степанив в работе «Современный Львов», вышедшей во время немецкой оккупации в 1943 году, немецкие власти распорядились включить Сихов в состав Львова 1 апреля 1942 года.
Первый проект застройки Сихова был разработан в 1965—1966 годы (архитекторы Я. Новаковский, Л. Каменская, О. Кобат, Л. Скорик). Дальнейшее проектирование проводилось в 1970-е годы после реконструкции львовского домостроительного комбината, когда увеличилась его производственная мощность.
Застройка многоэтажным типовым жильём началось в 1979 году прокладкой улицы Изоляторной (далее Ворошилова, а ныне Сыховской) (архитекторы Л. Нивина, З. Пидлисный, В. Каменщик, С. Земьякин, П. Крупа) с путепроводом через железнодорожную линию, но основной его пик пришёлся на начало 1980-х (архитекторы Я. Заец, Я. Мастило, Л. Кутна, А. Базюк, Б. Посацкий). Проектирование и строительство осуществлялись отдельными микрорайонами.
Жилой массив был запроектирован на площадь 390 гектаров и 120 тысяч жителей. Первый дом был сдан в 1981 году на улице Сиховской. Застройка велась отдельными микрорайонами, в центре находилось разветвление улиц Криворожской (ныне проспект Червоной Калины) и Ворошилова (сейчас улица Сиховская); от этих двух улиц ответвлялись другие, меньшие улицы.
В 1990—2000-е годы район значительно расширил бытовую инфраструктуру, появились новые рынки, супермаркеты, магазины, лечебные учреждения, культовые сооружения. На Сихове расположена первая во Львове частная телестудия «Мост», работает гостиница «Сихов».
В 1994 году был открыт торгово-бытовой центр «Зубра» (народное название «Санта-Барбара»), который расположился на южной стороне проспекта Червоной Калины (арх. А. Ващак, Каменщик, Е. Минкова). В 1994 г. этот объект был отмечен как лучший на Украине.
Проектируется общественный центр Сихова, под который выделена территория общей площадью около 35 га, включающая на востоке транзитную магистраль проспекта Красной Калины, на севера и юге — улицу Н. Скрипника, на западе — долину реки Зубра.
|                          |  |                              |  |                |
| Проспект Червоной Калины |  | Вид на район «Санта-Барбара» |  | Панельные дома |

## Транспортное сообщение
Сихов связан через проспект Червоной Калины с районом Нового Львова и далее с центром. Через улицу Сиховскую и далее улицу Зелёную Сихов связывается с районами улиц Пасечной и Вашингтона, через улицу Хуторовка — с районами улиц Научной и Владимира Великого. Из Сихова по улице Зелёной в центр ходят троллейбусы линий № 11 и 24. Маршрутные такси с конечными остановками в сиховских районах «Санта-Барбара» и «Искра» ходят практически во все районы города. Железнодорожная станция «Сихов», «Персенковка», «Зубровская», находящиеся на краю массива, принимают местные поезда.
В конце 2016 года была открыта трамвайная линия (более 10 км), связавшая этот крупнейший жилой район города с центром.

## Культура
Перспективу ул. Сиховской замыкает грекокатолическая церковь Рождества Пресвятой Богородицы, автором которой является канадский архитектор Радослав Жук. Проект этой церкви выполнен на основе модернизованной традиции старинного христианского зодчества. Церковь строилась с 1996 года.
На Сихове также расположен комплекс Залов Царства свидетелей Иеговы.
Как указывает современный исследователь Влад Наумеску, Сихов в отношении ко Львову выступает как воплощение чуждости, инаковости, поскольку находится в полном контрасте с районами исторического центра города. Сихов отличается от старого города, кроме архитектуры, также и населением, которое появилось здесь в основном в результате советской индустриализации и переселения во Львов сельских жителей.
Украинский рэп-исполнитель Вова из Львова написал в 2006 году о Сихове композицию «Мой район».
|                          |  |                                                           |  |                                         |
| Кинотеатр имени Довженко |  | Греко-католическая церковь Рождества Пресвятой Богородицы |  | Церковь евангельских христиан «Голгофа» |

## Другая информация
Последним депутатом от округа до введения пропорциональной системы с голосованием за партийные списки (в который входил Сиховский район Львова вместе с Пустомытовским районом Львовской области), избранным по мажоритарной системе, был Тарас Чорновол. После того как Т. Черновол перешёл во время президентских выборов 2004 года на сторону Виктора Януковича (в конце концов он стал во главе избирательного штаба Януковича), «оранжевыми» партиями проводился сбор подписей среди сиховчан за досрочный отзыв депутата из Верховной Рады.
В 2010 году журнал «Корреспондент» внёс Сихов в топ-10 неблагополучных жилых массивов Украины. По данным издания, на Сихове «наиболее высокая во Львове концентрация люмпенизированного элемента, множество безработных, высокий уровень уличной преступности и самые низкие в областном центре цены на жильё».